# 李强 (1992年)
李强（이강，1992年9月10日—），是一名出生于中国的韩国足球运动员。

## 生平
李强1992年出生在中国吉林省延边朝鲜族自治州，2005年加入韩国国籍，并就读于道峰中学，期间曾获得韩国足协优秀球员奖学金而留学于德国球队纽伦堡，归国后在2008年就读于在鉉高中。他曾经入选韩国U15、U16和U17国家队，并于2009年代表韩国U17国家队在2009年U17世界盃足球賽中替补出场4次。
2011年2月25日，李强加盟日本职业足球乙级联赛（J2）球队水户蜀葵。3月份在日本东北地方太平洋近海地震发生后归国，月底联赛重启时回归球队，但在4月20日，李强对外宣布由于余震和福岛第一核电站事故等一系列原因给自己的身心造成很大阴影，他决定和水户蜀葵解除合约。。
回国后，李强加盟韩国国家足球联赛（K2）球队木浦城。9月23日，李强在木浦城客场2比3不敌金海城的比赛中替补出场，并在第89分钟打进一个进球，这也是他在2011赛季的唯一一次联赛亮相。